# Kyo (muzyk)
Kyo (jap. 京) (ur. 16 lutego 1976 w Kioto) – japoński muzyk j-rockowy, wokalista, członek zespołu Dir En Grey oraz Sukekiyo, autor tekstów.
Wcześniej należał do innych zespołów, chociażby Visun, Masquerade czy La:Sadie's.
Skomponował dla zespołu jedynie kilka piosenek (np. The Domestic Fucker Family, Hades, [S]), ale jest za to autorem wszystkich tekstów, w większości mrocznych, o negatywnym znaczeniu. Porusza różne tematy, często tabu, jak seksualne obsesje (ZOMBOID), znęcanie się (Berry) ale także środki masowego przekazu (Mr. NEWSMAN). Kilka utworów wyraźnie dotyczy japońskich kwestii, takich jak nastawienie kraju do aborcji (mazohyst of decadence, OBSCURE) czy konformistyczne społeczeństwo (Children).
Używane przez niego słownictwo obejmuje wyrazy zarówno wulgarne jak i wzniosłe. Kyo stosuje gry słowne, wykorzystuje także mnogość znaczeń kanji.
Jego występy na scenie są szczególne – Kyo wkłada w nie wiele energii i emocji, ale często uzupełnia je także elementami szokującymi, jak choćby przypominającym głębokie oparzenia makijażem na całym ciele, sztucznymi wymiocinami o różnym kolorze i konsystencji czy różnymi aktami samookaleczeń.
Podczas całej aktywności muzycznej Kyo był wiele razy hospitalizowany. W 2000 roku miał problemy ze słuchem (w wyniku których częściowo nie słyszy na lewe ucho), a w 2006 trafił do szpitala z zapaleniem strun głosowych.